# Nyugati sirály

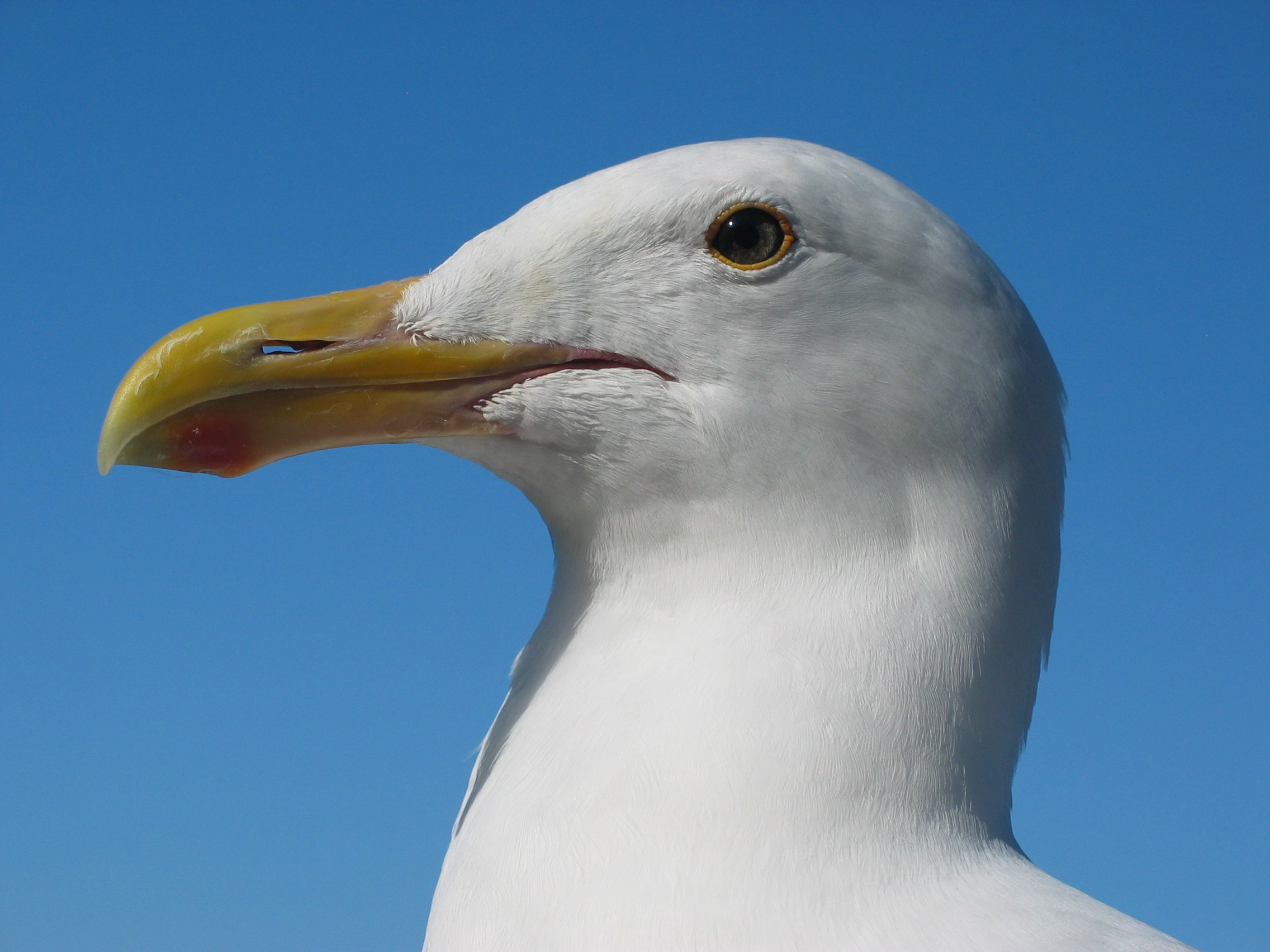
Portré

A nyugati sirály (Larus occidentalis) a madarak (Aves) osztályába a lilealakúak (Charadriiformes) rendjébe, ezen belül a sirályfélék (Laridae) családjába tartozó faj.

## Rendszerezése
A fajt John James Audubon amerikai ornitológus írta le 1839-ban.

## Alfajai
- Larus occidentalis occidentalis Audubon, 1839
- Larus occidentalis wymani Dickey & Van Rossem, 1925

## Előfordulása
Kanada, az Amerikai Egyesült Államok és Mexikó nyugati partvidékén honos. Természetes élőhelyei a tengerpartok és a nyílt óceán. Vonuló faj.

## Megjelenése
Testhossza 66 centiméter, szárnyfesztávolsága 132-142 centiméter, testtömege 800-1250 gramm.
|  |  |

## Szaporodása
Talajra építi növényi anyagokból készített kezdetleges fészkét.
|  |

## Természetvédelmi helyzete
Az elterjedési területe nagyon nagy, egyedszáma pedig növekszik. A Természetvédelmi Világszövetség Vörös listáján nem fenyegetett fajként szerepel.